# Vodgoriacum
Vodgoriacum, het hedendaagse Waudrez, was een Romeinse nederzetting in de provincie Gallia Belgica. Vodgoriacum staat als Voso Borgiaco vermeld op de Peutingerkaart (Tabula Peutingeriana) tussen Geminicum (Liberchies?) en Bagacum Nerviorum (Bavay) en als Vodgoriacum in de Romeinse reisgids Itinerarium Antonini.

## Geschiedenis
Vodgoriacum lag aan de heerweg van Oppidum Ubiorum, het latere Colonia Claudia Ara Agrippinensium (Keulen) naar Bagacum Nerviorum (Bavay). Er lag in eerste instantie waarschijnlijk een Romeinse baanpost (statio), waaruit later een nederzetting (vicus) ontstond. Naast de weg lag op een verhoging een (mogelijk voor-Romeinse) versterking (oppidum).
In het Musée Gallo-romain de Waudrez zijn Romeinse vondsten uit Waudrez en omgeving te bezichtigen.